# Emanuel Sperner
Emanuel Sperner (9 de diciembre de 1905 - 31 de enero de 1980) fue un matemático alemán, conocido por dos teoremas relativos a conjuntos finitos.

## Semblanza
Sperner nació en Waltdorf (cerca de Neiße, Alta Silesia, actualmente Nysa) y falleció en Sulzburg-Laufen, Alemania Occidental. Estudió en el Colegio Carolinum de Nysa y después en la Universidad de Hamburgo, donde su tutor fue Wilhelm Blaschke. Fue nombrado profesor de Königsberg en 1934 y posteriormente ocupó cargos en diversas universidades hasta 1974.
El teorema de Sperner, de 1928, afirma que el tamaño de una anticadena en el conjunto potencia de un conjunto n (un clutter) es como máximo el coeficiente binomial medio. Dispone de varias demostraciones y de numerosas generalizaciones, incluyendo la propiedad de Sperner de un conjunto parcialmente ordenado.
El lema de Sperner, de 1928, establece que cada coloreado de Sperner de una triangulación de un símplex de dimensión n contiene una celda coloreada con un conjunto completo de colores. Sperner demostró que el lema proporciona una demostración alternativa de un teorema de Henri Léon Lebesgue que caracteriza la dimensión de un espacio euclídeo. Posteriormente, se observó que este lema también facilita una demostración directa del teorema del punto fijo de Brouwer sin el uso explícito de una homología.
Entre los estudiantes de Sperner se encontraban Kurt Leichtweiss y Gerhard Ringel.

## Otros logros
También es destacable su tratamiento de la geometría ordenada mediante las "funciones de orden" que introdujo.
Además, tras la prematura muerte de Otto Schreier, editó sus lecciones sobre geometría analítica y álgebra, que sirvieron durante décadas como libro de texto fundamental para las clases introductorias de álgebra lineal.

## Escritos seleccionados
- Obras completas, editor Walter Benz, Lemgo: Heldermann 2005
- con Otto Schreier: Introducción a la geometría analítica y al álgebra, 2 volúmenes, Teubner 1931, 1935 (Hamburger Mathematische Einzelschriften), Göttingen, Vandenhoeck y Ruprecht (Studia mathematica) 1948, volumen 1 en la séptima edición 1969, volumen 2 en la sexta edición 1963 (traducción al inglés) Introducción al álgebra moderna y a la teoría de matrices en Chelsea 1951, Volumen 2 como Geometría proyectiva de n dimensiones)
- con Schreier: Conferencias sobre matrices, Hamburger Mathematische Einzelschriften, Leipzig, Teubner 1932
- Formas modernas de pensar en Matemáticas: Discurso en la celebración del cambio de rector de la Universidad de Hamburgo, 12 de noviembre de 1963, Discursos de la Universidad de Hamburgo, 1964
- "Nueva demostración de la invariancia del número dimensional y del dominio." Abh. Math. Sem. Hamburg VI (1928) 265–272 (disertación)
- "Un teorema sobre subconjuntos de un conjunto finito." Math. Z. 27 (1928) 544–548.
- "Sobre las aplicaciones del plano de punto fijo-libre." Abh. math. Se,. Hamburg X (1934) 1–48.
- "Sobre el fundamento de la geometría en una parte acotada de un plano." Escritos de la Sociedad Académica de Königsberg, Clase de Matemáticas y Naturaleza (Halle a. d. Saale 1938) 121–143. * "Las Funciones de Orden de una Geometría." Math. Annalen 121 (1949) 107–130.
- "Relaciones entre ordenamiento geométrico y algebraico." Actas del Seminario de la Academia de Ciencias de Heidelberg, 1949, 10.ª Parte, 3–38.
- Convexidad en Funciones de Orden. Actas del XVI Seminario de Matemáticas de Hamburgo (1949), 140–154.
- "Una demostración teórica de grupos del teorema de Desargues en axiomática absoluta." Arch. of Mathematics 5 (1954), 458–468.

## Eponimia
- Teorema de Sperner
- Lema de Sperner